# De doder van Eriban
De doder van Eriban is een stripalbum uit 1985 en het dertiende deel uit de stripreeks Storm, getekend door Don Lawrence naar een scenario van Martin Lodewijk. Het is het vierde deel van de subreeks De kronieken van Pandarve.

## Verhaallijn
Storm, Roodhaar en Nomad treffen een verlaten schip aan. De bemanning blijkt te zijn verrast door de M'Anganesse, een vraatzuchtige insectenzwerm die door de luchtbel van Pandarve zwerft. Ze redden een jongen uit een sarcofaag, die zich voorstelt als Renter Ka Rauw een doder van de bekende dodersacademie van Eriban blijkt te zijn. Hij verklaart voor zijn eindexamen de koning van het planeetje Marrow te moeten doden, en dwingt de drie hem als bemanning te dienen. Ze hebben geen keus daar Renter Ka Rauw de meest geavanceerde gevechtstechnieken kent en alle drie gemakkelijk aankan. 
De bevolking van Marrow blijkt verslingerd aan Barsaman, een vorm van een gladiatorengevecht. Renter Ka Rauw besluit in de grote jaarlijkse match in de hoofdstad mee te doen daar de winnaar door de koning tot opvolger wordt benoemd. Aangezien hij dan dicht bij de koning kan komen, is dit zijn kans de koning te vermoorden. Ondertussen snijdt Storm een schaakspel uit stukken zeep, en dit spel wordt razend populair op Marrow.
Renter Ka Rauw weet ondanks Storms verzet de koning te bereiken, maar als hij wil toeslaan onthult zijn eveneens aanwezige leraar dat de koning zijn vader is. Renter Ka Rauw kan de opdracht niet volbrengen en vraagt Storm om een laatste gunst. Op zijn eigen verzoek wordt hij in zijn sarcofaag -waarin hij in een soort suspentie is- overboord gezet.

## Personages
- Renter Ka Rauw: Renter Ka Rauw is een op Eriban opgegroeide doder. Als baby is hij al met zijn studies begonnen, en hij kent de dodelijkste technieken. Voor zijn eindexamen moet hij zijn eigen vader doden.
- Tilio: Een jonge zwerver die als verstekeling aan boord meegaat om van Storm te kunnen leren schaken. Tilio introduceert het spel op Marrow en het wordt er zo populair dat Storm voorspelt dat het spoedig het barbaarse Barsaman zal verdringen.